# Tandoori (mélange d'épices)
Pour les articles homonymes, voir Tandoori (homonymie).

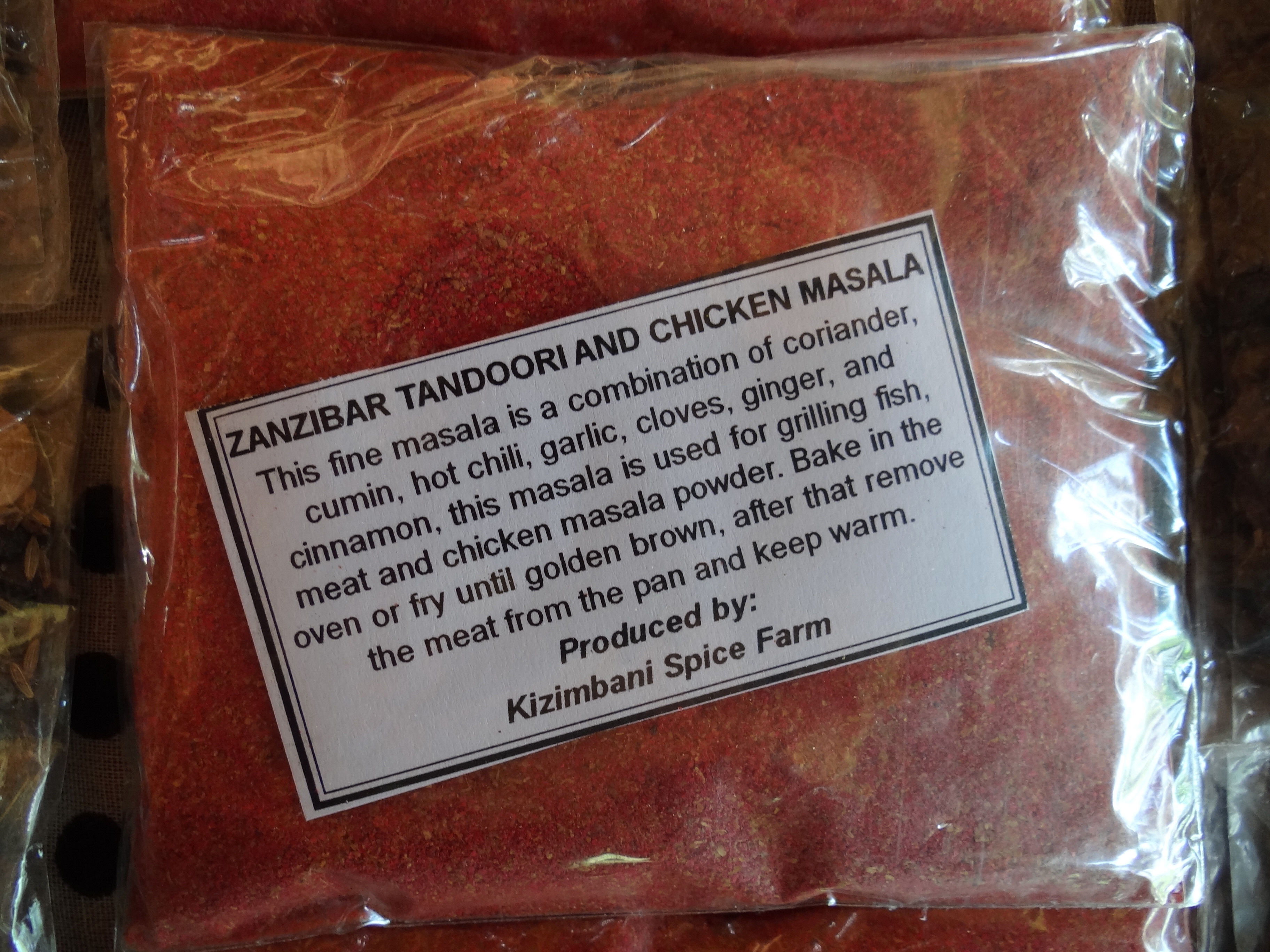
Mélange d'épices tandoori de Zanzibar.

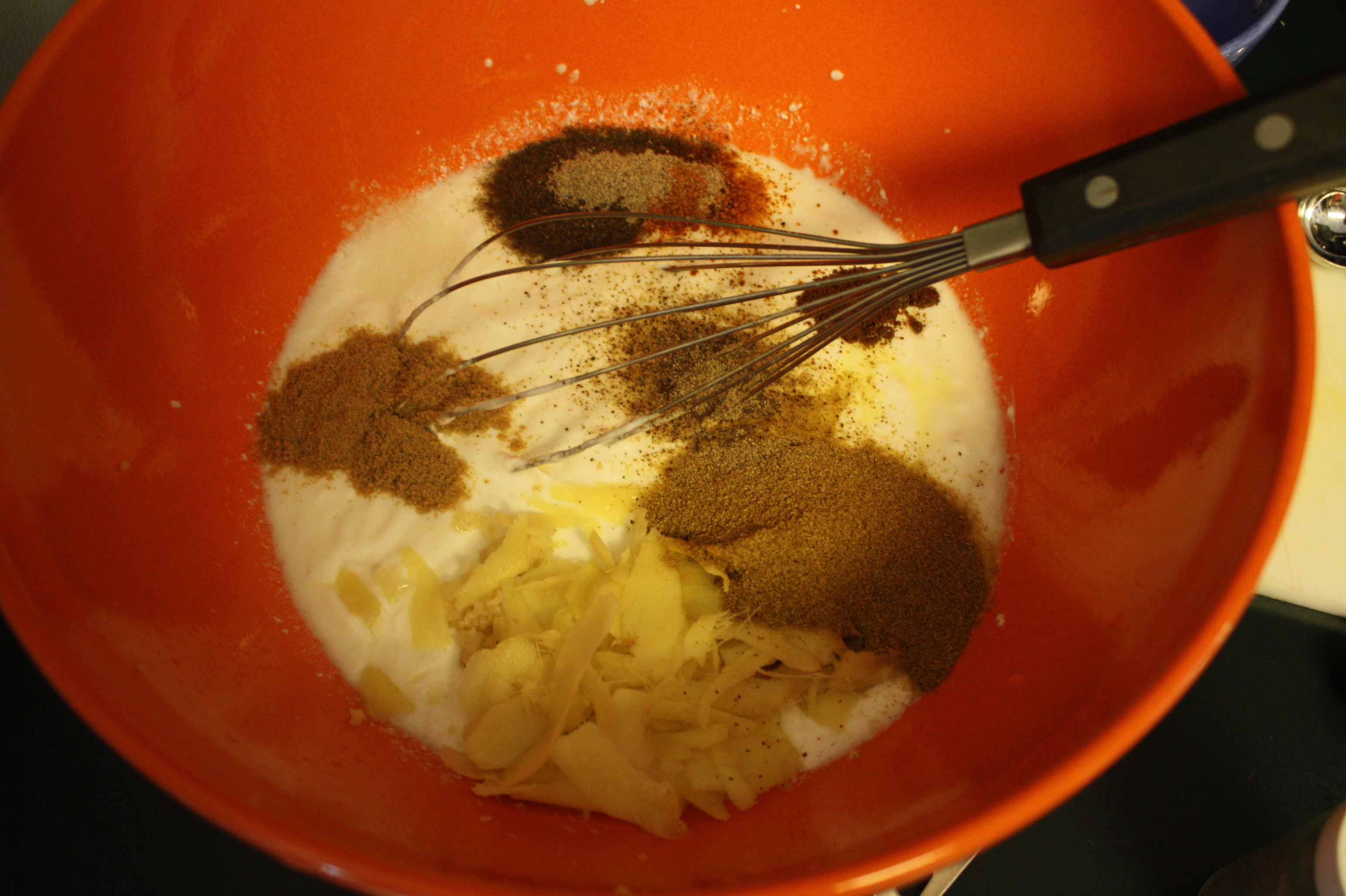
Mélange d'épices tandoori (tandoori masala) mélangé à du yaourt.

Le tandoori (hindi : तंदूरी, [tândouri]), ou plus précisément tandoori masala, est un mélange d'épices utilisé dans la cuisine indienne, qui se présente sous forme de poudre fine de couleur rouge-brun de Bismarck.
Ce mélange possède un goût très riche et subtil qui se révèle particulièrement à la cuisson. Il est peu piquant (moins que la poudre de chili ou que le curry par exemple) et très aromatique. Le tandoor étant un four, on ne cuit pas le poulet à la poêle.

## Ingrédients
La composition traditionnelle de ce mélange est :
- cannelle,
- cumin,
- curcuma,
- fenouil,
- fenugrec,
- gingembre,
- moutarde brune,
- paprika,
- piment,
- poivre noir,
- curry.